# Источни Мали Сунди
Источни Мали Сунди (индонежански: Nusa Tenggara Timur), или Источна Нуса Тенгара је једна од 34 провинције Индонезије, која се налази у источном делу Малих Сундских Острва, те укључује западну половину острва Тимор. Главни град провинције је Купанг, лоциран на Западном Тимору.
Провинција се састоји од око 550 острва, али њом доминирају три главна острва - Флорес, Сумба и Западни Тимор. Источни део Тимора је независна држава Источни Тимор. Остала острва су Адонара, Алор, Енде, Комодо, Лембата, Менипо, Ринка, Роте (најјужније острво Индонезије), Саву, Семау и Солор. Провинција је административно подељена у четрнаест регентастава (kabupaten) и једну општину (kotamadua), Купанг.

## Демографија
Процењује се да становништво провинције броји 4.073,249 људи 2003 (БПС НТТ). По вери је атипична за Индонезију, с 91% хришћана (већином католици, уз значајне протестантске заједнице), 8% муслимана, 0,6% хиндуиста или будиста, док 0,4% упражњава традиционална веровања. Источна Нуса Тенгара је постала уточиште индонезијских хришћана који су од 1999. до 2003. бежали од сукоба у Молуцима и Иријан Џаји.
| 1971.     | 1980.     | 1990.     | 1995.     | 2000.     | 2010.     |
| --------- | --------- | --------- | --------- | --------- | --------- |
| 2.295.287 | 2.737.166 | 3.268.644 | 3.577.472 | 3.952.279 | 4.683.827 |

Стопа уписа средње школе од 39% је драматично испод индонежанског просека (80,49% ин 2003/04, према Унеско-у). Недостатак питке воде, санитарних чворова и болница је разлог за дечју неухрањеност (32%) и дечју смртност (71 на 1000) која је већа него у остатку Индонезије.

## Економија
Према неколико показатеља, економија провинције је слабија од индонежанског просека, с високом инфлацијом (15%), незапосленошћу (30%) и каматним стопама (22-24%).